# 哈珀爾桑德巴赫河

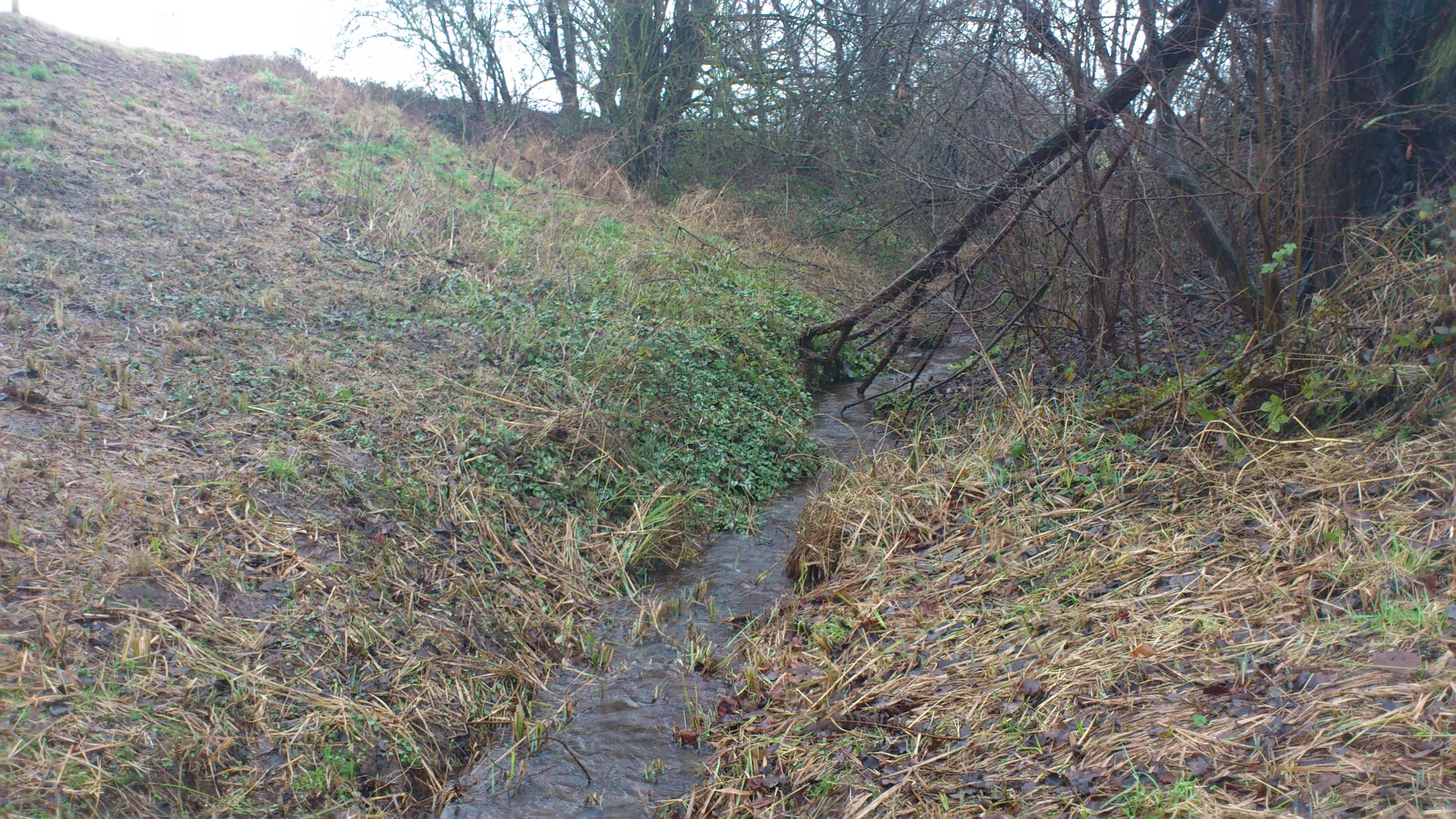

50°6′4.37″N 9°5′25.90″E / 50.1012139°N 9.0905278°E
哈珀爾桑德巴赫河（德語：Happelsandbach），是德國的河流，位於該國東南部，由巴伐利亞負責管轄，屬於施特羅伊河的右支流，河道全長0.7公里，流域面積0.5平方公里。